# تات‌نفت

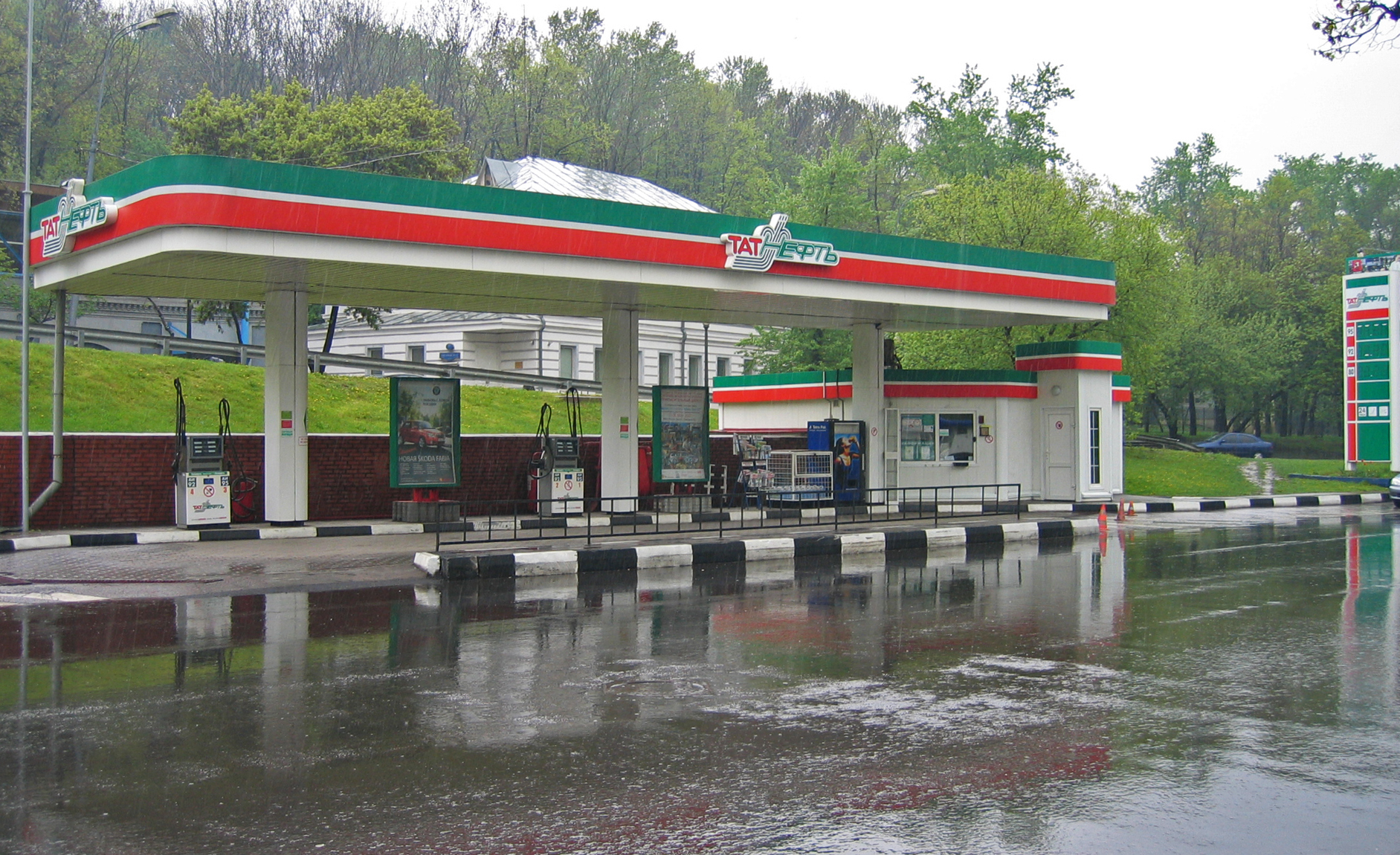
جایگاه پمپ بنزین تات نفت، در مسکو

تات‌نفت (به روسی: Татнефть) شرکت نفت و گاز روسی است، که دفتر مرکزی آن در شهر آلماتیفسک، در تاتارستان، روسیه مستقر می‌باشد. شرکت تات‌نفت ششمین شرکت نفتی بزرگ در کشور روسیه است.
ریشه‌های تأسیس شرکت تات‌نفت به سال ۱۹۵۰ بازمی‌گردد، که با ادغام چندین شرکت نفتی و صنعتی در منطقه تاتارستان، اتحاد جماهیر شوروی سوسیالیستی راه‌اندازی شد. در سال ۲۰۰۰ این شرکت بار دیگر توسط دولت جمهوری تاتارستان سازماندهی شد.
بخشی از سهام شرکت تات‌نفت در بازارهای بورس مسکو، بورس لندن و بورس فرانکفورت معامله می‌شود. این شرکت در حال حاضر در ۷۷ میدان نفتی به عنوان اپراتور فعالیت دارد، که این میادین در کشورهای لیبی، آنگولا، سوریه، ایران، ویتنام، عمان، عربستان سعودی و روسیه مستقر می‌باشند. شرکت تات نفت هم‌اکنون مالک شبکه‌ای از ۶۲۶ جایگاه پمپ بنزین در کشورهای روسیه و اوکراین می‌باشد. رستم مینیخانوف رییس‌جمهور فعلی جمهوری تاتارستان، ریاست هیئت مدیره این شرکت را برعهده دارد.